# Jim Walton (attore)
Jim Walton (Tachikawa, 31 luglio 1955) è un attore statunitense.

## Biografia
Ha recitato in numerosi musical a Broadway, tra cui: Perfectly Frank (1980), Merrily We Roll Along (1981), 42nd Street (1985), Stardust (1987), Sweeney Todd: The Demond Barber of Fleet Street (1989), The Music Man (2000), Guys and Dolls (2009), Bye Bye Birdie (2009), On the Twentieth Century (2015), She Loves Me (2016) e Sunset Boulevard (2017).